# Ernst Leberecht Wagner
Ernst Leberecht Wagner (12 marzo 1829 – Lipsia, 10 febbraio 1888) è stato un patologo tedesco.

## Biografia
Ha studiato medicina a Lipsia sotto Carl August Wunderlich (1815-1877), a Praga con Josef Škoda (1805-1881) e a Vienna sotto Karl von Rokitansky (1804-1878). Nel 1855 ha ricevuto la sua abilitazione presso l'Università di Lipsia, dove nel 1862 è diventato professore associato.
Nel 1869 Wagner è diventato un "professore ordinario" di patologia generale e anatomia patologica presso l'Università di Lipsia, e nel 1871 fondò il primo istituto di patologia a Lipsia. Dal 1877 fino al 1888 è stato professore di patologia e "terapia speciale" (medicina interna) a Lipsia. Wagner è stato considerato un ottimo insegnante, e due dei suoi assistenti più noti erano Adolph Strümpell (1853-1925) e Paul Flechsig (1847-1929).
Il suo scritto migliore era un libro di testo sulla patologia chiamata Handbuch der allgemeinen Pathologie, che è stato co-autore con Johann Paul Uhle (1827-1861), e pubblicato in sette edizioni e tradotto in diverse lingue. Wagner ha fatto dei contributi nella sua ricerca di cancro uterino, embolie e vasi sanguigni dei polmoni. Con Heinrich Unverricht (1853-1912), l'omonima "sindrome Wagner-Unverricht" prende il nome da lui, che è una malattia del muscolo casauta da polimiosite, e caratterizzata da un'infiammazione cronica dei muscoli che causa debolezza muscolare e eruzione cutanea.